# Tanacetum haussknechtii
Tanacetum haussknechtii — вид рослин з роду пижмо (Tanacetum) й родини айстрових (Asteraceae); ендемік Туреччини.

## Опис
Рослина 5–10 см заввишки. Прикореневі листки перисторозсічені завдовжки 2–3 см, сегменти еліптичні, цілісні. Квіткові голови поодинокі. Язичкових квіток 6, вони жовті, 3 мм.

## Середовище проживання
Поширений в азійській Туреччині. Населяє скелясті схили.